# Holonothrus naskreckii
Holonothrus naskreckii är en kvalsterart som beskrevs av Ziemowit Olszanowski 1997. Holonothrus naskreckii ingår i släktet Holonothrus och familjen Crotoniidae. Inga underarter finns listade i Catalogue of Life.